# Комсомольский сельсовет (Оренбургская область)
Комсомольский сельсовет — сельское поселение в Адамовском районе Оренбургской области Российской Федерации.
Административный центр — посёлок Комсомольский.

## История
Статус и границы сельского поселения установлены Законом Оренбургской области от 2 сентября 2004 года № 1424/211-III-ОЗ «О наделении муниципальных образований Оренбургской области статусом муниципального района, городского округа, городского поселения, установлении и изменении границ муниципальных образований».

## Население
| 2010  | 2012  | 2013  | 2014  | 2015  | 2016  | 2017  |
| ----- | ----- | ----- | ----- | ----- | ----- | ----- |
| 1607  | ↘1558 | ↘1524 | ↘1484 | ↘1455 | ↘1383 | ↘1360 |
| 2018  | 2019  | 2020  | 2021  |       |       |       |
| ↘1317 | ↘1279 | ↘1215 | ↘1186 |       |       |       |

## Состав сельского поселения
| № | Населённый пункт | Тип населённого пункта          | Население |
| - | ---------------- | ------------------------------- | --------- |
| 1 | Джарабутак       | посёлок                         | 78        |
| 2 | Заполье          | посёлок                         | 71        |
| 3 | Комсомольский    | посёлок, административный центр | 1458      |